# Единген-Некархаузен
Единген-Некархаузен (њем. Edingen-Neckarhausen) општина је у њемачкој савезној држави Баден-Виртемберг. Једно је од 54 општинска средишта округа Рајн-Некар. Према процјени из 2010. у општини је живјело 14.258 становника. Посједује регионалну шифру (AGS) 8226105.

## Географски и демографски подаци
Единген-Некархаузен се налази у савезној држави Баден-Виртемберг у округу Рајн-Некар. Општина се налази на надморској висини од 104 метра. Површина општине износи 12,0 km². У самом мјесту је, према процјени из 2010. године, живјело 14.258 становника. Просјечна густина становништва износи 1.184 становника/km².